# Stefano Benech
Stefano Benech (Savona, 1884 – Savona, maggio 1978) è stato un pittore e dirigente sportivo italiano.
Fu nipote del savoiardo Stefano Benech, cofondatore delle fonderie Tardy-Benech nello storico Stabilimento di Savona oltreché proprietario ed ultimo abitante del castello di Castelnuovo Calcea nel Monferrato.

## Biografia

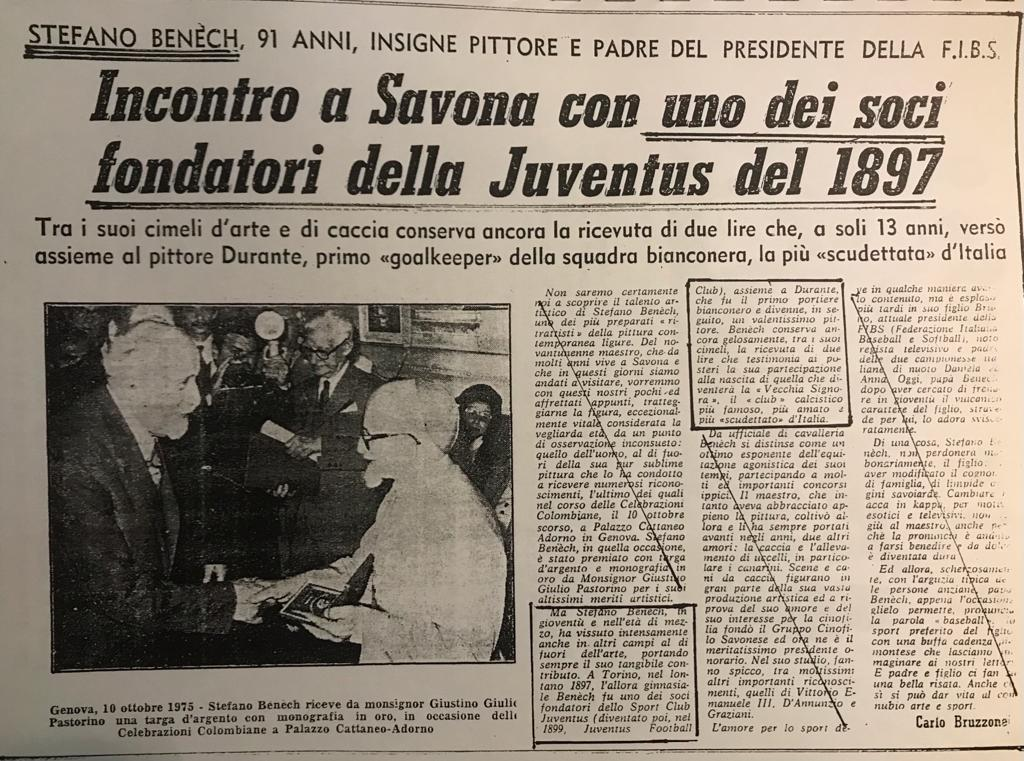
Scheda di Benech pubblicata sul Corriere di Savona (1975)

Studente del Liceo classico Massimo d'Azeglio a Torino fu, nel 1897, tra i soci fondatori dello Sport-Club Juventus. Il suo ruolo nella storia del club torinese è anche ricordato e certificato dalla "tessera/ricevuta" scritta a mano del valore di Due Lire che versò per finanziare l'impresa e contribuì alla vita della neo società sia dal punto di vista organizzativo sia economico pagando, per alcuni mesi, l'affitto dei locali adibiti a "sede sociale" in Corso Re Umberto al civico 32. Frequentò sempre assiduamente la sede e fu anche uno dei soci aventi diritto al voto che partecipò all'elezione dell'avvocato Giuseppe Edmondo Hess alla presidenza.
Dopo gli studi classici, frequentò l’Accademia Albertina di Torino, dove fu allievo di Giacomo Grosso. Esordì alla Promotrice torinese nel 1903 (Brillante del Pesio, Dero del Trasimeno, Stilisch Perfection), dedicandosi ai soggetti di caccia od a raffigurazioni di animali, soprattutto di cani. Passò poi al ritratto, rappresentando l’aristocrazia ligure e piemontese, alla pittura di paesaggio (Tempo grigio, 1924; Paesaggio in montagna, Genova Nervi, Galleria Civica d’Arte Moderna) ed alla natura morta.
Espose alla Promotrice di Genova dal 1913 al 1940, a Torino ed a Milano; fu presente alle esposizioni internazionali di Berlino (1910), di Monaco di Baviera e di Vienna (1911), e al Salon d’Automne di Parigi nel 1913 oltre che a Budapest. Nel 1930 fu nominato Accademico di merito per la classe Pittura dell’Accademia Ligustica di Belle Arti. Benech svolse anche attività sul fronte militare, divenendo ufficiale di cavalleria del Regio Esercito.
Fu padre del giornalista, regista e dirigente sportivo italiano Bruno Beneck e nonno delle famose nuotatrici Anna e Daniela Beneck.